# Huechuraba
Huechuraba is een gemeente in de Chileense provincie Santiago in de regio Región Metropolitana. Huechuraba telde 98.671 inwoners in 2017.
- Nationale Bibliotheek van Israël: 987007535706205171
- Virtual International Authority File: 159624053